# Сінешть (Арджеш)
Сінешть, Сінешті (рум. Sinești) — село у повіті Арджеш в Румунії. Входить до складу комуни Кука.
Село розташоване на відстані 139 км на північний захід від Бухареста, 31 км на північний захід від Пітешть, 92 км на північний схід від Крайови, 112 км на південний захід від Брашова.

## Населення
За даними перепису населення 2002 року у селі проживала 391 особа, з них 390 осіб (99,7%) румунів. Рідною мовою 390 осіб (99,7%) назвали румунську.